# Barroca (Fundão)
Barroca es una freguesia portuguesa del concelho de Fundão, con 23,14 km² de superficie y 714 habitantes (2006). Su densidad de población es de 27,4 hab/km².